# Otzberg
Otzberg é um município da Alemanha, situado no distrito de Darmstadt-Dieburg, no estado de Hesse. Tem 41,95 km² de área, e sua população em 2019 foi estimada em 6.404 habitantes.